# ミヒャエル・ランガー
ミヒャエル・ランガー（Michael Langer、1985年1月6日 - ）は、オーストリア・ブレゲンツ出身の元プロサッカー選手。現役時代のポジションはGK。

## 経歴

### クラブ
VfBシュトゥットガルトの下部組織で育成され、2007年3月10日のVfLヴォルフスブルク戦で途中出場し、トップチームデビュー。これがシュトゥットガルトのトップチームでプレーした最初で最後の試合となった。
2008年1月、SCフライブルクに移籍。
2010年5月、契約満了に伴いフライブルクを退団し、2.ブンデスリーガのFSVフランクフルトと2年契約を結び移籍。
2012年夏、SVザントハウゼンと2年契約を結び移籍。
2014年4月、ザントハウゼンとの契約を解除しエリテセリエン（ノルウェー1部）のヴォレレンガ・フォトバルに移籍。
2016年2月、NASLのタンパベイ・ローディーズに移籍。
アルスヴェンスカン（スウェーデン1部）のIFKノルシェーピンを経て、2017年8月4日、シャルケ04に移籍。2020年12月6日のバイエル・レバークーゼン戦では、先述のシュトゥットガルト時代の1試合以来13年9ヶ月ぶりのブンデスリーガ出場を果たしたものの、3失点を喫した。その後、正GKのラルフ・フェールマンや第2GKのフレデリク・レノウの相次ぐ負傷を受け、第3GKながらもトップチーム唯一のGKとして守護神を務めることになった。
2025年5月、現役を引退した。

### 代表
U-21サッカーオーストリア代表として、2006年5月16日のU-20サッカードイツ代表との親善試合に出場した。A代表に選出されたことはない。

## タイトル
シュトゥットガルト
- ブンデスリーガ: 2006–07

シャルケ
- 2. ブンデスリーガ: 2021-22